# Суонсон, Стивен
Стивен Рей Суонсон (Свонсон, англ. Steven Ray Swanson; род. 3 декабря 1960, Сиракьюс, Нью-Йорк, США) — американский астронавт. Совершил три космических полёта общей продолжительностью 195 суток 20 часов 45 минут. Совершил четыре выхода в открытый космос общей продолжительностью 26 часов 22 минуты.

## Образование
- 1979 год — среднее образование в школе (англ. Steamboat Springs High School) города Стимбоут Спрингс штат Колорадо.
- 1983 год — степень бакалавра наук в области технической физики в Университете Колорадо в Боулдере (англ. University of Colorado at Boulder).
- 1986 год — степень магистра наук в области компьютерных систем во Флоридском атлантическом университете (англ. Florida Atlantic University) в городе Бока-Ратон.
- 1998 год — докторская степень в области компьютерных наук в Техасском сельскохозяйственном и машиностроительном университете (англ. Texas A&M University).

## Профессиональная деятельность
- В 1986—1987 гг. работал инженером-программистом в одном из отделений англ. General Telephone & Electronics Corporation, в городе Финикс, штат Аризона.
- В 1987 году устроился работать в Космический центр имени Линдона Джонсона в отделение англ. Aircraft Operations Division.

## Карьера в НАСА
- 4 июня 1998 года был зачислен кандидатом в астронавты НАСА 17-го набора. По окончании курса ОКП получил квалификацию специалист полёта

### Атлантис STS-117
- С 8 июня по 22 июня 2007 совершил свой первый космический полёт в качестве специалиста полёта Атлантис STS-117. Стал 455-м человеком и 287-м астронавтом США в космосе. Продолжительность полёта составила 13 суток 20 часов 12 минут 44 секунды. Во время проведения полёта Стивен совершил два выхода в открытый космос вместе с астронавтом Патриком Форрестером:
  - 13 июня 2007 — астронавты принимали участие в демонтаже панелей солнечных батарей сегмента Р6, а также в активации смонтированных на МКС солнечных батарей сегмента S3/S4; продолжительность выхода составила 7 часов 16 минут.
  - 17 июня 2007 — во время выхода были продолжены работы по активации солнечных батарей сегмента S3/S4. Астронавтами также было смонтировано различное оборудование: видеокамера, сетевой кабель на модуле «Юнити» и противометеоритная панель на модуле «Дестини»; продолжительность выхода составила 6 часов 29 минуты.

### Дискавери STS-119
- С 15 марта по 28 марта 2009 совершил свой второй космический полёт в качестве специалиста полёта Дискавери STS-119. Продолжительность полёта составила 12 суток 19 часов 29 минут 41 секунды. Во время проведения полёта Стивен совершил два выхода в открытый космос, 1-й вместе с астронавтом Ричардом Арнольдом, 2-й вместе с астронавтом Джозефом Акаба:
  - 19 марта 2009 — производились работы по подготовке ввода в эксплуатацию панелей солнечных батарей сегмента S6; продолжительность выхода составила 6 часов 07 минут.
  - 21 марта 2009 — производилась установка антенны GPS на секции JEM ELM-PS модуля «Кибо»; продолжительность выхода составила 6 часов 30 минут.

### МКС-39/40
Третий космический полет был начат в 21:17:23 UTC 25 марта 2014 года на «Союз ТМА-12М». Бортинженер экспедиции МКС-39. С 13 мая 2014 года командир экспедиции МКС-40. Вернулся на Землю 11 сентября 2014 года.
Общее время пребывания в космических полётах после третьей миссии: 195 суток 20 часов 45 минут.

## Награды
- медаль НАСА «За исключительные достижения».